# Bertil Tallberg
Pour les articles homonymes, voir Tallberg.
Bertil Tallberg est un skipper finlandais né le 17 septembre 1883 à Helsinki et mort le 20 avril 1963 à Helsinki.

## Biographie
Bertil Tallberg remporte la médaille de bronze olympique en classe 8 Metre sur le Lucky Girl aux Jeux olympiques d'été de 1912 à Stockholm, avec Arthur Ahnger, Emil Lindh, Georg Westling et son frère Gunnar Tallberg.